# Пак, Эрин
Эрин Пак (англ. Erin Pac, род. 30 мая 1980 года, Фармингтон, Коннектикут) — американская бобслеистка, пилот, выступавшая за сборную США в 2002—2010 годах. Бронзовый призёр Олимпийских игр 2010 года, обладательница серебряной и бронзовой медалей чемпионатов мира.

## Биография
Эрин Пак родилась 30 мая 1980 года в городе Фармингтон, штат Коннектикут. После окончания старших классов школы поступила в Спрингфилдский спортивный колледж в Массачусетсе, обучалась на факультете с уклоном на восстановление и реабилитацию от полученных травм. В 2002 году заинтересовалась бобслеем и была приглашена в национальную команду выступать на профессиональном уровне в качестве пилота. Показывала неплохие результаты, однако из-за сильной конкуренции в сборной часто оставалась в тени и не принимала участие в ключевых соревнованиях.
На чемпионате мира 2007 года в швейцарском Санкт-Морице завоевала серебряную награду программы смешанных команд, в 2008-м на чемпионате в немецком Альтенберге взяла в той же дисциплине бронзу. Основные успехи Пак связаны с разгоняющей Эланой Мэйерс, вместе они защищали честь страны на Олимпийских играх в Ванкувере и завоевали бронзовые медали, уступив лишь двум канадским экипажам. Ныне живёт и тренируется в Милфорде.